# Полесская жизнь
«Полесская жизнь» — общественно-политическая и литературная газета либерального умеренно-оппозиционного направления. Издавалась с 17 (30) октября 1909 до 27 декабря 1911 (9 января 1912) (с 11 (24) января до 27 июня (10 октября) 1910 не выходила) в Гомеле на русском языке три раза в неделю.
Редактор-издатель — Г. М. Нейман, с 15 (28) января 1911 издатели Нейман, З. Агроскин, А. Миляев. Продолжала программу газеты «Полесская мысль». Содержала информацию о деятельности правительства и Государственной думы, освещала быт городского «дна», чрезвычайные события в крае. В программном статье «Гомель, 17 октября» обещала защищать обиженных, обслуживать интересы местного населения «без разницы веры и национальности» и без классовых различий (17 октября 1910 г.). Газета была обвинена в «крайне левом направлении», результатом чего было назначение цензором газеты гомельского полицмейстера.
Осудила убийство П. А. Столыпина 14 сентября 1911 г. С 30 октября 1911 рассылалась бесплатно. Публиковала статьи о жизни и творчестве М. Г. Чернышевского (21 октября 1909 г.), М. Скабичевского (4 января 1911 г.), П. Якубович, художника А. Куинджи (16 июля 1910 г.), знакомила читателей с произведениями Л. Андреева, Шолом-Алейхема, Менделе Мойхер-Сфорима, пропагандировала этическую философию Л. Толстого. Печатала очерки секретаря редакции М. Л. Бахцина (псевд. Михаил Хмурый), стихи и рассказы-зарисовки местных авторов, освещала театральную и музыкальную жизнь города, деятельность Гомельского музыкально-драматического общества.